# Robert Ayitee
Robert Ayitee (1910-1980) était un musicien ghanéen.
Robert Ayitee fut un maître percussionniste, chorégraphe et enseignant. Il a joué un rôle prépondérant dans la mondialisation de l'ethnomusicologie, notamment dans son aspect ouest africain, dont la genèse remonte aux années 1960 à l’UCLA en Californie.
Sous l'égide de Mantle Hood, ethnomusicologue américain, Robert Ayitee dévoila au monde entier, les méandres de la musique traditionnelle Ewe. Il en enseigna les techniques fondamentales dans le domaine de la percussion et de la danse  à l’Institut d'ethnomusicologie de l’UCLA qui, en fera profiter, comme référence, à d'autres institutions (TTU, SFUSU, UMASS, UCB, Columbia, NYU, Harvard, UNIRIOTEC, etc.).
C’est ainsi que l’ethnologue James Koeting, pour illustrer la manière dont le concept de « densité référent » peut concilier les différentes parties d’un ensemble multi rythmique, décrivit  la démarche pédagogique utilisée par Robert Ayitee pour enseigner les rythmes des Ashantis du Ghana.
Robert Ayitee, s'est surtout révélé dans des œuvres maîtresses telles que Atumpan, The talking drum of Ghana et Discovering the music of Africa.
Comme en témoigne la biographie du Dr Craig Woodson, ancien disciple de Robert Ayitee et collaborateur du fabricant d’instruments de percussion Remo, il existe une réelle corrélation entre l’émergence de cette « musique du monde » et l’effort des ethnomusicologues issus d’UCLA. Il en a résulté une touche d’influence musicale, tant sur le plan artistique (rythmique de percussion) qu’industriel (gamme de percussions ethniques à motif Kenté chez Remo).
Le travail de Robert Ayitee se perpétue à l’UCLA par une unité d’enseignement consacrée à la musique ouest africaine, et aussi par l'ensemble musical dirigé par Kobla Ladzekpo.
On notera également, l’important travail d’Abraham Adzenyah, qui contribua en 2005 à la mise en place au département de musique de l’université Wesleyenne, d’innombrables ressources multimédia consacrées aux percussions Ewe. Ces ressources s’intègrent dans une collection plus globale de l’université appelée Virtual Instrument Museum.
Au sein de l’association Agbekor Drum and Dance Society fondée et dirigée par David Locke de l’université Tufts, les enfants de Godwin Agbeli, autre disciple de Robert Ayitee, font rayonner la musique traditionnelle Ewé dans la région de Boston connue pour ses prestigieuses institutions (Harvard, MIT, Tufts, Berklee, etc.) toutes dotées d’un département d’Ethnomusicologie.
Cette épopée mondialiste d’artistes et universitaires ghanéens en collaboration avec des ethnologues américains, s’inscrivait dans une vaste politique de développement culturel, entreprise par le gouvernement de Kwame Nkrumah au lendemain de l’indépendance du  pays en 1956. Cette politique visait à restructurer puis universaliser les pratiques religieuses et artistiques ancestrales des principales ethnies du Ghana voire du Golfe de Guinée.
C’est dans ce contexte que l’ensemble artistique de Robert Ayitee Ayitee’s Drumming and Dancing Club, fusionna avec d’autres entités culturelles pour donner naissance à une organisation gouvernementale baptisée The Arts Council of Ghana’s National Folkloric Company. Cette dernière fait désormais partie intégrante de l’Université Lagon du Ghana sous forme d’unité académique.